# Raz-de-marée de la Saint-Félix en 1530
Le raz-de-marée de la Saint-Félix (en néerlandais : Sint-Felixvloed) a lieu dans la région de l'embouchure de l'Escaut, le 5 novembre 1530, le jour de la fête de saint Félix. Par la suite, ce samedi est surnommé quade saterdach (mauvais samedi).
De grandes parties de la Flandre et de la Zélande sont sévèrement touchées, ce qui cause vraisemblablement plus de 100 000 morts. Oost-Watering, la région à l'est d'Yerseke, est complètement engloutie et anéantie. La ville de Reimerswaal ne se relèvera pas de cette catastrophe. La région n'a jamais été regagnée sur la mer ; de nos jours, elle fait partie de l'Escaut oriental et elle est connue sous le nom de « pays inondé de Zuid-Beveland ».
Le raz-de-marée détruit également l'île de Noord-Beveland ; d'après les légendes on ne voyait plus que le clocher de Kortgene au-dessus des flots. Noord-Beveland n'est cependant pas perdue définitivement : dans les décennies suivantes, l'île a pu être regagnée sur la mer.

## Villages disparus

### Île deBorsele
- Oostkerke
- Westkerke ou Raaskerke
- Wolfertsdorp, près l'actuel Wolphaartsdijk

### Noord-Beveland
- Campen, après le rétablissement de l'endiguement de Noord-Beveland, Kamperland a été fondé au même endroit
- Dyxhoecke, situé non loin de Wissenkerke
- Edekinge ou Ekingen
- Oud-Kats, ancêtre de Kats
- Oud-Wissenkerke, ancêtre de Wissenkerke
- Vliete ou Nyenvliet, situé à l'ouest de Wijtvliet
- Weele, situé au nord de Wissenkerke
- Welle, près de Colijnsplaat

### Zuid-Beveland
- Assemansbroek, situé en face de Berg-op-Zoom, sur la rive gauche de l'Escaut
- Bakendorp ou Badickedorp, situé au sud de Baarland, aujourd'hui un hameau de la commune de Borsele.
- Everswaard ou Eversweerde, paroisse située au nord de Bath
- Mare, située au nord-ouest de Rilland
- Nieuw-Everinge ; vers 1500, les anciens habitants d'Oud-Everinge, village noyé à la fin du XVe siècle, créèrent un nouveau village appelé Nieuw-Everinge. Lors de l'inondation de la Saint-Félix, ce village fut également inondé et évacué. Vers 1600, le village a définitivement disparu dans l'Escaut occidental.
- Nieuwkerke, situé en Oost-Watering
- Ouderdinge, situé en Oost-Watering
- Oud-Krabbendijke, l'ancêtre de Krabbendijke, situé plus au nord
- Oud-Rilland, l'ancêtre de Rilland, situé non loin de là, sur la rive droite de l'Escaut occidental
- Sint Jooskapel, situé en Oost-Watering
- Vinkenisse
- Vinninge, situé au sud de Biezelinge

## Source
- (nl) Cet article est partiellement ou en totalité issu de l’article de Wikipédia en néerlandais intitulé « Sint-Felixvloed (1530) » (voir la liste des auteurs).